# Kobjeglava
Kobjeglava este o localitate din comuna Komen, Slovenia, cu o populație de 190 de locuitori.